# Ковилін Ігор Михайлович
Ігор Михайлович Ковилін (нар. 6 травня 1936, Київ, УРСР — пом. 15 листопада 1983, Київ, УРСР) — радянський футболіст, воротар.

## Кар'єра гравця
Футбольну кар'єру розпочав у 1962 році в складі олександрійського «Шахтаря», з яким дебютував у змаганнях футбольних команд майстрів, класі Б. У футболці гірників виступав до завершення сезону 1963 року. За цей час у Класі Б відіграв 53 матчі, ще 2 матчі (3 пропущені м'ячі) провів у кубку СРСР.
У 1964 році підсилив черкаський Колгоспник, який у 1967 році був перейменований у «Дніпро». Кольори клубу захищав до 1968 року. За цей час у Класі Б відіграв 128 матчів, ще 2 матчі (4 голи) провів у кубку СРСР.
Помер 15 листопада 1983 року в Києві.

## Особисте життя
Мав брата, Володимира Ковиліна, який також став футболістом, який більшу частину кар'єри провів у київському «Арсеналі». 